# Lijst van rijksmonumenten in Middelburg/Lange Noordstraat
De stad Middelburg telt 35 inschrijvingen in het rijksmonumentregister gelegen aan of bij de Lange Noordstraat. Hieronder een overzicht.
| Object | Oorspronkelijke functie? | Bouwjaar              | Architect   | Locatie              | Coördinaten?                  | Nr.?   | Afbeelding                                         |
| --- | ------------------------ | --------------------- | ----------- | -------------------- | ----------------------------- | ------ | -------------------------------------------------- |
| Huis met geverfde lijstgevel op gepleisterde plint                                                             | Woonhuis                 | 17e-18e eeuw          |             | Lange Noordstraat 19 | 51° 29' 59" NB, 3° 36' 38" OL | 29174  | Huis met geverfde lijstgevel op gepleisterde plint |
| Huis met rechte gevel                                                                                          | Woonhuis                 | 18e eeuw              |             | Lange Noordstraat 23 | 51° 29' 59" NB, 3° 36' 38" OL | 29175  | Meer afbeeldingen                                  |
| Huis met geverfde rechte gevel                                                                                 | Werk-woonhuis            | 18e eeuw              |             | Lange Noordstraat 25 | 51° 29' 59" NB, 3° 36' 38" OL | 29176  | Meer afbeeldingen                                  |
| Huis met gepleisterde lijstgevel                                                                               | Werk-woonhuis            | 18e eeuw              |             | Lange Noordstraat 27 | 51° 29' 60" NB, 3° 36' 38" OL | 29177  | Meer afbeeldingen                                  |
| Breed patriciershuis met rechte gevel op hardstenen plint                                                      | Woonhuis                 | tweede helft 18e eeuw |             | Lange Noordstraat 29 | 51° 29' 60" NB, 3° 36' 38" OL | 29178  | Meer afbeeldingen                                  |
| Huis met lijstgevel op hardstenen voet                                                                         | Werk-woonhuis            | 18e eeuw              |             | Lange Noordstraat 31 | 51° 30' 0" NB, 3° 36' 38" OL  | 29179  | Meer afbeeldingen                                  |
| Huis met geverfde trapgevel, door overdwarse toppinakel bekroond                                               | Woonhuis                 | 17e eeuw              |             | Lange Noordstraat 33 | 51° 30' 1" NB, 3° 36' 38" OL  | 29180  | Meer afbeeldingen                                  |
| Huis met dubbel ingezwenkte gepleisterde topgevel                                                              | Werk-woonhuis            | 17e-18e eeuw          |             | Lange Noordstraat 35 | 51° 30' 1" NB, 3° 36' 38" OL  | 29181  | Meer afbeeldingen                                  |
| Huis genaamd 'De pyramide'                                                                                     | Handel en kantoor        | 18e eeuw              |             | Lange Noordstraat 37 | 51° 30' 1" NB, 3° 36' 38" OL  | 29182  | Meer afbeeldingen                                  |
| Huis met elf traveeën brede rechte gevel op natuurstenen voet en aan weerszijden afgesloten door blokpilasters | Woonhuis                 | 1823                  |             | Lange Noordstraat 39 | 51° 30' 1" NB, 3° 36' 38" OL  | 29183  | Meer afbeeldingen                                  |
| Huis met gepleisterde lijstgevel, onder een kap met de nrs 43 en 45                                            | Woonhuis                 | 18e-19e eeuw          |             | Lange Noordstraat 41 | 51° 30' 2" NB, 3° 36' 39" OL  | 29184  | Meer afbeeldingen                                  |
| Huis met smalle geverfde lijstgevel                                                                            | Werk-woonhuis            | 18e eeuw              |             | Lange Noordstraat 43 | 51° 30' 2" NB, 3° 36' 39" OL  | 29185  | Meer afbeeldingen                                  |
| Huis met gepleisterde lijstgevel                                                                               | Werk-woonhuis            | 18e-19e eeuw          |             | Lange Noordstraat 45 | 51° 30' 2" NB, 3° 36' 39" OL  | 29186  | Meer afbeeldingen                                  |
| Huis met hardstenen rechte gevel                                                                               | Woonhuis                 | 18e eeuw              |             | Lange Noordstraat 47 | 51° 30' 3" NB, 3° 36' 39" OL  | 29187  | Meer afbeeldingen                                  |
| Huis met lijstgevel                                                                                            | Woonhuis                 | 18e eeuw              |             | Lange Noordstraat 51 | 51° 30' 3" NB, 3° 36' 39" OL  | 29188  | Huis met lijstgevel                                |
| Huis met geverfde rechte gevel                                                                                 | Woonhuis                 | 18e eeuw              |             | Lange Noordstraat 53 | 51° 30' 3" NB, 3° 36' 40" OL  | 29189  | Meer afbeeldingen                                  |
| Huis met geverfde lijstgevel                                                                                   | Werk-woonhuis            | 18e eeuw              |             | Lange Noordstraat 55 | 51° 30' 3" NB, 3° 36' 40" OL  | 29190  | Meer afbeeldingen                                  |
| Huis met geverfde rechte gevel                                                                                 | Werk-woonhuis            | 18e eeuw              |             | Lange Noordstraat 57 | 51° 30' 3" NB, 3° 36' 40" OL  | 29191  | Meer afbeeldingen                                  |
| Huis met rechte gevel op voet van hardsteen met zwartgeverfde banden                                           | Werk-woonhuis            | 18e eeuw              |             | Lange Noordstraat 61 | 51° 30' 4" NB, 3° 36' 40" OL  | 29192  | Meer afbeeldingen                                  |
| Pand van vijf traveeën met brede lijstgevel                                                                    | Woonhuis                 | 18e eeuw              |             | Lange Noordstraat 63 | 51° 30' 4" NB, 3° 36' 41" OL  | 29193  | Meer afbeeldingen                                  |
| Huis met geverfde, aan de hoeken ingezwenkte lijstgevel met hardstenen band aan de voet                        | Woonhuis                 | 17e-18e eeuw          |             | Lange Noordstraat 65 | 51° 30' 4" NB, 3° 36' 41" OL  | 29194  | Meer afbeeldingen                                  |
| Huis met geverfde lijstgevel                                                                                   | Werk-woonhuis            | 18e-19e eeuw          |             | Lange Noordstraat 67 | 51° 30' 4" NB, 3° 36' 41" OL  | 29195  | Meer afbeeldingen                                  |
| Huis met gepleisterde rechte gevel                                                                             | Werk-woonhuis            | 18e eeuw              |             | Lange Noordstraat 34 | 51° 29' 60" NB, 3° 36' 39" OL | 29196  | Huis met gepleisterde rechte gevel                 |
| Twee huizen gecombineerd achter een rechte gevel                                                               | Handel en kantoor        | 18e eeuw              |             | Lange Noordstraat 40 | 51° 30' 1" NB, 3° 36' 39" OL  | 29197  | Meer afbeeldingen                                  |
| Huis met eenvoudige lijstgevel                                                                                 | Werk-woonhuis            | 18e-19e eeuw          |             | Lange Noordstraat 44 | 51° 30' 1" NB, 3° 36' 39" OL  | 29198  | Meer afbeeldingen                                  |
| Huis met eenvoudige lijstgevel                                                                                 | Werk-woonhuis            | 18e-19e eeuw          |             | Lange Noordstraat 46 | 51° 30' 1" NB, 3° 36' 39" OL  | 29199  | Meer afbeeldingen                                  |
| Huis met geverfde lijstgevel                                                                                   | Woonhuis                 | 18e eeuw              |             | Lange Noordstraat 50 | 51° 30' 2" NB, 3° 36' 40" OL  | 29200  | Meer afbeeldingen                                  |
| Huis met rechte gevel                                                                                          | Woonhuis                 | 18e eeuw              |             | Lange Noordstraat 54 | 51° 30' 2" NB, 3° 36' 40" OL  | 29201  | Meer afbeeldingen                                  |
| Huis met gepleisterde rechte gevel                                                                             | Werk-woonhuis            | 18e eeuw              |             | Lange Noordstraat 56 | 51° 30' 2" NB, 3° 36' 40" OL  | 29202  | Meer afbeeldingen                                  |
| Huis met trapgevel                                                                                             | Werk-woonhuis            | 17e eeuw              |             | Lange Noordstraat 58 | 51° 30' 3" NB, 3° 36' 40" OL  | 29203  | Meer afbeeldingen                                  |
| Huis genaamd 'De milde meerten'                                                                                | Woonhuis                 | 18e eeuw              |             | Lange Noordstraat 60 | 51° 30' 3" NB, 3° 36' 41" OL  | 29204  | Meer afbeeldingen                                  |
| Doopsgezinde kerk                                                                                              | Kerk en kerkonderdeel    | 1889                  | K. Stoffels | Lange Noordstraat 62 | 51° 30' 3" NB, 3° 36' 41" OL  | 508332 | Meer afbeeldingen                                  |
| Huis genaamd 'Mournouw'                                                                                        | Handel en kantoor        | 17e eeuw              |             | Lange Noordstraat 64 | 51° 30' 3" NB, 3° 36' 41" OL  | 29205  | Meer afbeeldingen                                  |
| Huis met rechte gevel                                                                                          | Woonhuis                 | 18e eeuw              |             | Lange Noordstraat 66 | 51° 30' 4" NB, 3° 36' 42" OL  | 29206  | Meer afbeeldingen                                  |
| Omvangrijk pand                                                                                                | Woonhuis                 | 16e-19e eeuw          |             | Lange Noordstraat 68 | 51° 30' 4" NB, 3° 36' 42" OL  | 29207  | Meer afbeeldingen                                  |